# Lista över fältherrar
Detta är en kronologisk lista över fältherrar.

## Antikens fältherrar

### Persiska
- Kyros II - Kyros den store

### Grekiska
- Filip II
- Alexander den store
- Antiochos den store

### Karthagiska
- Hannibal Barkas
- Hamilkar Barkas
- Hasdrubal Barkas

### Romerska
- Julius Caesar
- Gaius Octavianus Thurinus - Augustus
- Marcus Vipsanius Agrippa
- Gaius Marius
- Cassius Gaius Cassius Longinus

## Medeltida fältherrar

### Mongoliska
- Djingis khan
- Jelme
- Jebe
- Tsubotai
- Muqali
- Ögedei
- Batu Khan
- Möngke
- Kublai Khan
- Timur Lenk

## Trettioåriga krigets fältherrar

### Svenska
- Gustav II Adolf
- Gustaf Horn (1592-1657)
- Åke Tott (1598-1640)
- Dodo Knyphausen (1583-1636)
- Johan Banér (1596-1641)
- Alexander Leslie (ca 1580 - 1661)
- Lennart Torstenson (1603-1651)
- Carl Gustaf Wrangel (1613-1676)

## Skånska krigets fältherrar

### Svenska
- Karl XI
- Simon Grundel-Helmfelt, fältmarskalk

### Danska
- Kristian V,
- Carl von Arenstorff, generallöjtnant

## Stora nordiska krigets fältherrar

### Svenska
- Karl XII
- Carl Gustaf Rehnskiöld

## Första världskrigets fältherrar
- John French
- Paul von Hindenburg
- Paul von Lettow-Vorbeck
- Erich Ludendorff
- Philippe Pétain

## Andra världskrigets fältherrar

### Tyskland
- Erwin Rommel
- Erich von Manstein
- Heinz Guderian

### Storbritannien
- Bernard Montgomery

### USA
- Douglas MacArthur
- Dwight D. Eisenhower
- George S. Patton

### Sovjetunionen
- Georgij Zjukov

### Japan
- Isoroku Yamamoto